# Jürgen Thormann

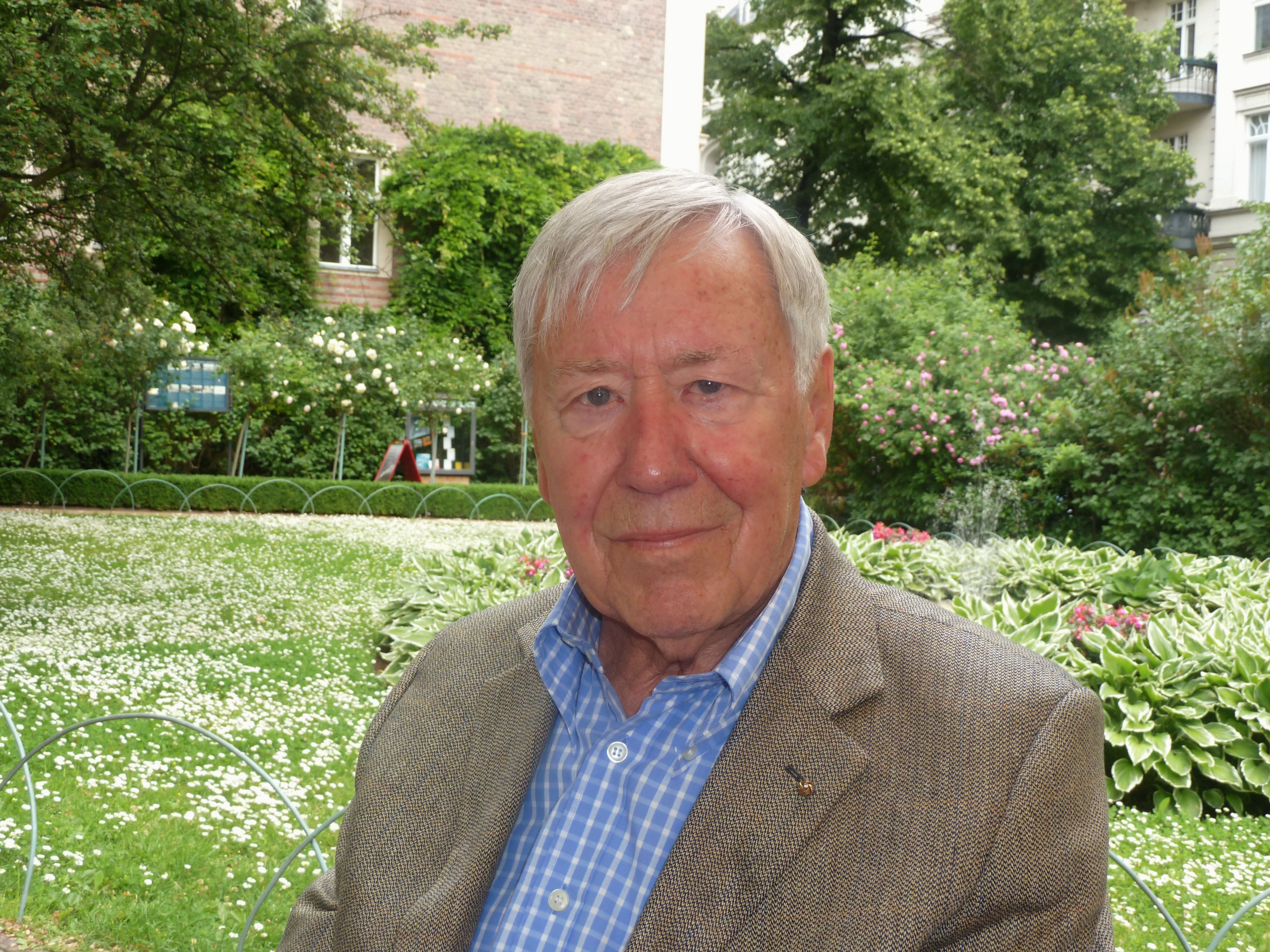
Jürgen Thormann (2011)

Jürgen Thormann (* 12. Februar 1928 in Rostock; † 21. November 2024 in Berlin) war ein deutscher Schauspieler, Regisseur, Synchronsprecher sowie Hörspiel- und Hörbuchsprecher.
Er wurde vor allem als deutsche Feststimme des Schauspielers Michael Caine bekannt, den er ab 1996 fast ausnahmslos synchronisierte. Er lieh auch Darstellern wie Ian McKellen (vor allem in der X-Men-Reihe), Peter O’Toole, Jean Rochefort, Peter Sellers (u. a. in Eine Leiche zum Dessert) und Earl Boen (Terminator 2 und 3) seine Stimme. Zudem war er in vielen Filmen und Computerspielen die Stimme von Batmans Butler Alfred Pennyworth.

## Leben
Thormann begann seine Karriere als Bühnenschauspieler und spielte zunächst am Ernst-Barlach-Theater, später am Theater Bonn, Theater Bremen und am Schauspielhaus Bochum. Daneben war er von 1962 bis zur Schließung 1993 auf der Bühne des Schillertheaters in Berlin zu sehen, wo er sowohl klassische als auch moderne Stoffe darstellte. In der deutschsprachigen Erstaufführung von Beethovens Zehnte im Dezember 1987 stellte er dort an der Seite von Peter Ustinov, der als Beethoven auftrat, den Familienvater dar. 1969 erhielt er die Ehrung Berliner Staatsschauspieler. Er wirkte außerdem in zahlreichen Fernsehfilmen und Serien mit, z. B. in Jakob und Adele oder auch von 1996 bis 1999 als Polizeipräsident Siedhoff in der RTL-Serie SK-Babies.
Thormann war auch als Synchronsprecher tätig. Er wurde 1968 in Die Todesfalle erstmals für Michael Caine besetzt, ab Mitte der 1990er Jahre wurde Caine ausnahmslos von Thormann synchronisiert. Zudem synchronisierte er auch oft Max von Sydow (Zeit des Erwachens), John Hurt (Contact), Peter O’Toole (Gullivers Reisen), Jean Rochefort (Rembrandt), Ian McKellen (X-Men), Roy Scheider (Red Zone) oder war als Dr. Frederick Chilton, gespielt von Anthony Heald, in Das Schweigen der Lämmer und Roter Drache zu hören.
Als Regisseur inszenierte er u. a. 1991 an der Berliner Tribüne Bertolt Brechts Kleinbürgerhochzeit und Tennessee Williams’ Die Glasmenagerie. Auch bei Die Hose von Carl Sternheim führte er Regie. Am Schillertheater setzte er Bürger Schippel (Sternheim) in Szene. Am Berliner Hansa-Theater inszenierte er Der Flieger. Für das Theater am Kurfürstendamm führte er Regie in Ein besserer Herr (von Walter Hasenclever); dieses Stück inszenierte er auch in Stuttgart.
Als Hörspielsprecher war Thormann u. a. mehrmals in Die drei ???, Lady Bedfort, Benjamin Blümchen oder Sherlock Holmes zu hören, sowie als Grummel Griesgram in Regina Regenbogen oder Lehrer Kraehwinkel in Bibi und Tina. Daneben vertonte er auch zahlreiche Hörbücher und war bei der Kinderhörfunksendung Ohrenbär als Sprecher zu hören.
Gemeinsam mit seinem Kollegen Rolf Schult erhielt Thormann 2007 den Deutschen Synchronpreis in der Kategorie Herausragendes Gesamtschaffen.
Thormann, der sich ab 2020 weitgehend aus dem Synchrongeschäft zurückzog, aber weiterhin Michael Caine synchronisierte (bis auf den Film Medieval), lebte zuletzt in einem Pflegeheim in Berlin. Er starb Ende November 2024 im Alter von 96 Jahren. Er war bis zu seinem Tod mit der Schauspielerin Uta Sax verheiratet.

## Filmografie (Auswahl)
- 1960: Empfohlenes Haus (Fernsehfilm)
- 1963: Der Fall Rohrbach (Fernsehdreiteiler, 1 Folge)
- 1964: Clavigo (Fernsehfilm)
- 1968: Hinter den Wänden (Fernsehfilm)
- 1969: Der Sturm (Fernsehfilm)
- 1970: Alle Hunde lieben Theobald (Fernsehserie, Folge Whisky und Wodka)
- 1971: Die drei Gesichter der Tamara Bunke (Fernsehfilm)
- 1972: Das Kurheim (Fernsehserie, 3 Folgen)
- 1976: Ketten (Fernsehfilm)
- 1977: Das Rentenspiel (Fernsehfilm)
- 1977: Anpassung an eine zerstörte Illusion (Fernsehfilm)
- 1977: Heinrich Zille (Fernsehfilm)
- 1978: Kommissariat 9 (Fernsehserie, Folge Die Edlen der Heilkunst)
- 1979: Der Architekt der Sonnenstadt (Fernsehfilm)
- 1980: Leute wie du und ich (Fernsehserie, 1 Folge)
- 1980: Eingriffe (Fernsehfilm)
- 1981: Die zweite Haut (Fernsehfilm)
- 1981: ’Ne scheene Jejend is det hier (Fernsehfilm)
- 1982–1988: Jakob und Adele (Fernsehserie, 4 Folgen)
- 1984: Leute wie du und ich (1 Episode)
- 1985: Das Mädchen und die Tauben (Fernsehfilm)
- 1986: Detektivbüro Roth (Fernsehserie, Folge Theaterdonner)
- 1987: Tatort – Eine Million Mäuse (Fernsehreihe)
- 1987: Hexenschuß (Fernsehfilm)
- 1987: Mrs. Harris fährt nach Moskau (Fernsehfilm)
- 1988: Beethovens Zehnte (Fernsehaufzeichnung)
- 1988: Trouble im Penthouse (Fernsehfilm)
- 1989: Jede Menge Schmidt (Fernsehfilm)
- 1989: Killer kennen keine Furcht (Fernsehfilm)
- 1989: Keine Gondel für die Leiche (Fernsehfilm)
- 1992: Wolffs Revier (Fernsehserie, Folge Wohnungstod)
- 1994: Blankenese (Fernsehserie, 14 Folgen)
- 1994: Elbflorenz (Fernsehserie, 5 Folgen)
- 1995–1996: Praxis Bülowbogen (Fernsehserie, 15 Folgen)
- 1995–1997: Der Mond scheint auch für Untermieter (Fernsehserie, 12 Folgen)
- 1996: SK-Babies (Fernsehserie, 12 Folgen)
- 1997: Rosenkavalier
- 1999: Unser Charly (Fernsehserie, Folge Hochzeitstag)
- 2002: Dr. Sommerfeld – Neues vom Bülowbogen (Fernsehserie, Folge Das Arrangement)
- 2006: Kunstfehler (Fernsehfilm)
- 2010: Dennis und Jesko (Fernsehshow, 6 Folgen – als Erzähler)

- 2018: Invisible Sue - Plötzlich Unsichtbar

## Hörspiele (Auswahl)
- 1965: Patrick Quentin: Abgrund als John – Regie: Erich Köhler (SFB)
- 1972: Ingomar von Kieseritzky: Abweichung und Kontrolle als Hamann – Regie: Ulrich Gerhardt (WDR)
- 1977: Alexej Tolstoi: Aelita als Erzähler – Regie: Manfred Marchfelder (RIAS Berlin)
- 1978: Henry Slesar: … dicker als Wasser als Nicholas Wedge – Regie: Claus Villinger (SDR)
- 1960–1961, 2008–2009: Dickie Dick Dickens als 1. Erzähler (Radio Bremen)
- 1980: Bille und Zottel als Erzähler
- 1980: Die drei ??? und der Zauberspiegel (16) als Señor Rafael Santora
- 1981: Die drei ??? und der Teufelsberg (19) als Jess Dalton
- 1981: Die drei ??? und die Silbermine (26) als Wesley Thurgood
- 1981–1982: Flash Gordon als Imperator Ming
- 1982: TKKG – Ufos in Bad Finkenstein (15) als Kurdirektor Schneider
- 1984–1988: Masters of the Universe als Zodac (1, 6, 9, 13), Ram Man (3–4, 6–7, 11, 23, 34) und Buzz Off (36)
- 1985: Die drei ??? und der Super-Wal (36) als Paul Donner
- 1985: TKKG – Das Geschenk des Bösen (36) als Alfred Eggebrecht
- 1985–1989: Regina Regenbogen als Grummel Griesgram
- 1987: Harry Kemelman: Am Dienstag sah der Rabbi rot als Sergeant Schroeder – Regie: Joachim Sonderhoff (Kriminalhörspiel – WDR)
- 1987: Benjamin Blümchen – Benjamin als Bürgermeister (57) als Stadtrat Klingelsack
- 1987: TKKG – Anschlag auf den Silberpfeil (42) als Brandmeister Löschl
- 1987: TKKG – Um Mitternacht am schwarzen Fluss (44) als Müller
- 1987: TKKG – Unternehmen Grüne Hölle (45) als Gasthmi
- 1987: TKKG – Schüsse aus der Rosenhecke (53) als Heinz Weyer
- 1987: Die drei ??? und der weinende Sarg (42) als Barney Sawyer
- 1989: Fünf Freunde und die Goldene Truhe (27) als Graf Arlington
- 1989: Die drei ??? und der giftige Gockel (47) als Don Dellasandro
- 1990: TKKG – Wer hat Tims Mutter entführt? (70) als Dramp
- 1991: TKKG – Herr der Schlangeninsel (73) als Chung
- 1991: Ingomar von Kieseritzky: Wunschprogramme für Riesenschildkröten als Humphrey
- 1991: Lewis Carroll: Alice im Wunderland als Kaninchen – Regie: Walter Wippersberg (SFB)
- 1992: Reinhard Lakomy, Monika Ehrhardt: Der Wasserkristall – Eine grasgrüne Geschichte mit viel Musik als Gru-Gru
- 1992: Benjamin Blümchen – Benjamin und Bibi in Indien (70) als Hofmarschall Sanur
- 1996: Rolf Schneider: Montezumas Krone als H. M. Thomas
- 1997: Jost Nickel: Herr König stirbt als Dr. Schwanemüller
- 1997: Konrad Hansen: Ein schöner Abgang als Sesam – Regie: Klaus Dieter Pittrich (Kriminalhörspiel – WDR)
- 1998: Bernardo Atxaga: Memoiren einer baskischen Kuh  (Grünbrille/Sprichwörter) – Bearbeitung, Komposition und Regie: Charlotte Niemann (Hörspielbearbeitung – RB/BR)
- 1998: Michail Bulgakow: Der Meister und Margarita als Pontius Pilatus
- 2000: Damon Runyon: Blutdruck
- 2000: Reinhard Lakomy, Monika Ehrhardt: Das blaue Ypsilon – Geschichtenlieder in einer zauberumwitterten Lesenacht als Rabe Zacharias
- 2001: Reinhard Lakomy, Monika Ehrhardt: Der Traumzauberbaum 2 – Agga Knack, die wilde Traumlaus als Kappe
- 2001: Die drei ??? – Rufmord (99) als Dr. Freeman
- 2001: TKKG – Im Schlauchboot durch die Unterwelt (127) als Peschke
- 2001: Bibi und Tina – Das Pferd in der Schule (36) als Lehrer Kraehwinkel
- 2002: Bibi und Tina – Das Liebeskraut (46) als Lehrer Kraehwinkel
- 2004: Fünf Freunde und der fliegende Teppich (57) als Rudolph
- 2004: Rolf Schneider: Die Affäre d’Aubray als Reynie, Polizeipräsident
- 2004: Reinhard Lakomy, Monika Ehrhardt: Der Regenbogen – Geschichtenlieder von den sieben Farbenkindern als Gru-Gru
- 2004: Die drei ??? – Der finstere Rivale (117) als Wagner
- 2006: Katharina Lehmann: Adrian Nachtnebel und das Geheimnis der Unken von Merasa als Wissenschaftler Schorsch Forsch – Regie: Martin Heindel (Kinderhörspiel – RBB)
- 2006: Gruselkabinett – Frankenstein – Teil 2 (13) als Blinder
- 2006: Gruselkabinett – Der Freischütz (15) als Stelzfuß
- 2007: Gruselkabinett – Draculas Gast (16) als Peter Hawkins
- 2007: Gruselkabinett – Dracula – Teil 1 und 2 (17–18) als Peter Hawkins
- 2007: Reinhard Lakomy, Monika Ehrhardt: Kiki Sonne … eine Sternputzergeschichte als Sternputzer Funkelfix
- 2007: Arnolt Bronnen: Kampf im Äther
- 2007: Bibi Blocksberg – Superpudel Puck (88) als Katzengold
- 2008: James Graham Ballard: Karneval der Alligatoren
- 2008: Benjamin Blümchen – Hilfe für das Pandababy (110) als Herr Wang
- seit 2008: Hui Buh – Neue Welt als Kastellan
- 2009: Jörg-Michael Koerbl: Kosemund
- 2009: Gruselkabinett – Jagd der Vampire – Teil 2 (33) als Dr. Horace Blaydon
- 2009: Gruselkabinett – Die obere Koje (34) als Dr. Morten Hollows
- 2010: John Sinclair – Dr. Satanos (3) als Dr. Satanos
- 2010: Die drei ??? und der dreiTag als Matthew Gabbin
- 2010: Die drei ??? – Tödliches Eis (142) als Woodland
- 2011: Fünf Freunde retten die Honigbienen (90) als Bruder Jeff Corner
- 2011: TKKG – Nachtwanderung mit Schrecken (175) als Kommissar Marihn
- 2011: Alexander Brabandt: Auf der anderen Seite als Hanno Fries – Regie: Alexander Brabandt (MDR)
- 2011: Reinhard Lakomy, Monika Ehrhardt: Der Traumzauberbaum 3 – Rosenhuf, das Hochzeitspferd als Rosenhuf und August Bauch
- 2012: Reinhard Lakomy, Monika Ehrhardt: Der Traumzauberbaum 4 – Herr Kellerstaub rettet Weihnachten als Kellerstaub
- 2012: Die drei ??? – Schwarze Sonne (151) als Greis
- 2012–2014: Thrawn-Trilogie als Joruus C’baoth
- 2013: Marc Freund: Sherlock Holmes – Die neuen Fälle: Das Haus auf dem Hexenhügel (06) als Roderick Crane
- 2013: Gruselkabinett – Das Ding auf der Schwelle (78) als Mr. Derby
- 2013: Gruselkabinett – Der Zombie (82) als Dr. Pelletier
- 2014: Gruselkabinett – Die Katze und der Kanarienvogel – Teil 2 (85) als Dr. Patterson
- 2014: Michael Ende: Die unendliche Geschichte – Das Hörspiel als Caîron, der Zentaur
- 2014: Thorbjörn Egner: Die Räuber von Kardemomme als Erzähler
- 2014: Thilo Gosejohann: Auricula – Ohrwurm des Schreckens als Erzähler
- 2014: Birge Tetzner: Fred bei den Wikingern als Opa Alfred
- 2015: Die drei ??? – Schattenwelt (175) als Prof. Roalstad
- 2015: Philip Pullman: Der goldene Kompass (His Dark Materials, Hörspiel, als Erzähler), NDR Info / Silberfisch, ISBN 978-3-86742-199-7
- 2016: Die drei ??? – Das Kabinett des Zauberers (181) als Nightingale
- 2016: Fünf Freunde und der falsche Patient (118) als Rucksackmann
- 2016: Reinhard Lakomy, Monika Ehrhardt: Die Sonne – Geschichtenlieder-Hörspiel als Gru-Gru
- 2016: Gruselkabinett – Heimweh (109) als Mr. Gomer
- 2016: Gruselkabinett – Der Drachenspiegel (110) als Rak
- 2016: Gruselkabinett – Die Grube und das Pendel (111) als Fortunato
- 2016: Gruselkabinett – Der schwarze Stein (116) als Kutscher
- 2016: Gruselkabinett – 20.000 Meilen unter dem Meer – Teil 1 und 2 (nach Jules Verne) (118)
- 2016: Birge Tetzner: Fred bei den Maya als Opa Alfred
- 2017: Fünf Freunde und der Großalarm in Kirrin (122) als Mr. Longtail
- 2017: Die drei ??? Kids – Der Weihnachtsdieb (57) als Weihnachtsdieb
- 2017: Die drei ??? – Insel des Vergessens (186) als Mr. Castro
- 2019: Fünf Freunde und die Glocke der Wikinger (130) als Prof. Robert Jones
- 2019: Die drei ??? – Feuriges Auge (200) als Solomon Charles
- 2020: Birge Tetzner: Fred im alten Rom als Opa Alfred
- 2020: Fünf Freunde und der Schokoladendieb von London (137) als Mr. Brown
- 2020: TKKG – Verbrechen im Moorsteiner Wald (215) als Friedrich Muhlheim
- 2020: Die drei ??? und das Grab der Maya als Professor Burnham
- 2020: Gruselkabinett – Das gemiedene Haus (162) als Dr. Elihu Whipple (nach H. P. Lovecraft)[5]
- 2022: Fünf Freunde und der Verrat auf dem Hausboot (150) als Carter
- 2022:  TKKG Junior – Der Fluch der Mumie (21) als Prof. Von Rachenfels
- 2022: Anne Bonny. Die Piratin als Erzähler[6]
- 2023: Fünf Freunde und das Geheimnis der Kelly Brüder (152) als Händler
- 2023: Die drei ??? – Manuskript des Satans (221) als Professor Douglas Bancroft

## Hörbücher (Auswahl)
- 2007: Baron Münchhausen: Nacherzählung für Kinder (Der Hörverlag)
- 2008: Alan Bennett: Die souveräne Leserin (Patmos, Düsseldorf)
- 2010: Barbara Wersba: Ein Weihnachtsgeschenk für Walter (Verlag Sauerländer)
- 2012: Frances Hodgson Burnett: Der geheime Garten (Verlag Sauerländer)
- 2012: Michael Bond: Mehr Geschichten von Paddington (Der Audio Verlag)
- 2013: Hans Christian Andersen: Der Tannenbaum, Das Feuerzeug, Der Schweinehirt (Verlag Sauerländer)
- 2016: Judith Kerr: Ein Seehund für Herrn Albert (Verlag Sauerländer)
- 2011: Oliver Kyr: Audrey und der Tod – Eine übersinnliche Liebesgeschichte (Schaller Entertainment)
- 2019: Krystyna Boglar: Clementine liebt Rot (Sauerländer audio)
- 2021: Mechtild Borrmann: Glück hat einen langsamen Takt (mit David Nathan, Friedhelm Ptok, Tanja Geke und Tanja Fornaro), Argon Verlag, ISBN 978-3-8398-1875-6
- 2021: Mary Virginia Carey: Die drei ??? und der Zauberspiegel (Europa)

## Videospiele (Auswahl)
- 2012: Dishonored: Die Maske des Zorns als Lordregent Hiram Burrows
- 2013: Batman: Arkham Origins als Alfred Pennyworth
- 2015–2017: Lego Dimensions als Alfred Pennyworth
- 2015: Batman: Arkham Knight als Alfred Pennyworth
- 2015: Fallout 4 als Shaun

## Synchronrollen (Auswahl)
Michael Caine
- 1985: Wasser – Der Film als Gov. Baxter Thwaites
- 1986: Hannah und ihre Schwestern als Eliot
- 1988: Jack the Ripper – Das Ungeheuer von London als Frederick Abberline
- 1992: Die Muppets-Weihnachtsgeschichte als Ebenezer Scrooge
- 1999: Gottes Werk & Teufels Beitrag als Dr. Wilbur Larch
- 2000: Miss Undercover als Victor Melling
- 2002: Austin Powers in Goldständer als Nigel Powers
- 2005: Batman Begins als Alfred Pennyworth
- 2006: Prestige – Die Meister der Magie als John Cutter
- 2007: 1 Mord für 2 als Andrew Wyke
- 2007: Flawless als Mr. Hobbs
- 2008: The Dark Knight als Alfred Pennyworth
- 2009: Harry Brown als Harry Brown
- 2010: Inception als Miles
- 2012: The Dark Knight Rises als Alfred Pennyworth
- 2013: Die Unfassbaren – Now You See Me als Arthur Tressler
- 2014: Interstellar als Prof. Brand
- 2014: Stonehearst Asylum – Diese Mauern wirst du nie verlassen als Benjamin Salt
- 2014: Kingsman: The Secret Service als Arthur
- 2015: Ewige Jugend als Fred Ballinger
- 2015: The Last Witch Hunter als Dolan der 36.
- 2016: Die Unfassbaren 2 als Arthur Tressler
- 2017: Abgang mit Stil als Joe
- 2017: Dunkirk als Funkstimme
- 2018: Ein letzter Job als Brian Reader
- 2020: Tenet als Sir Michael Crosby
- 2021: Die Magie der Träume als Charlie
- 2021: Twist als Fagin
- 2021: Best Sellers als Harris Shaw
- 2023: In voller Blüte als Bernard Jordan

Peter O’Toole
- 1982: Ein Draufgänger in New York als Alan Swann
- 1987: Obsession – Die dunkle Seite des Ruhms als Anton Bosnyak
- 1989: Diese vitale Wut als Prof. Yan McShoul
- 1990: Hotel zur Unsterblichkeit als Cesar Valentin
- 1991: Isabelle Eberhardt als Maj. Lyautey
- 1992: Rebecca’s Töchter als Lord Sarn
- 1998: Phantoms als Dr. Timothy Flyte
- 1999: Jeanne d’Arc – Die Frau des Jahrtausends als Bischof Pierre Cauchon
- 2002: Bis zum letzten Vorhang als J.J. Curtis
- 2003: Hitler – Aufstieg des Bösen als Paul von Hindenburg
- 2005: Lassie kehrt zurück als Der Herzog
- 2007: Der Sternwanderer als König von Stormhold
- 2007: Ratatouille als Anton Ego
- 2008: Die Tudors (Fernsehserie) als Paul III.
- 2011: Das Weihnachtshaus als Glen

Jean Rochefort
- 1974: Wie tief bin ich gesunken? als Barone Henri de Sarcey
- 1975: Die Unschuldigen mit den schmutzigen Händen als Legal
- 1979: Edouard, der Herzensbrecher als Edouard Choiseul
- 1990: Das Schloß meiner Mutter als Adolphe Cassignole
- 1993: Tango Mortale als Bellhop
- 1996: Ridicule – Von der Lächerlichkeit des Scheins als Le Marquis de Bellegarde
- 1997: Barracuda – Vorsicht Nachbar! als Monsieur Clément
- 1998: Der Graf von Monte Cristo (4-teilige TV-Miniserie) als Fernand Mondego / Comte de Morcerf
- 1999: Rembrandt als Nicolaes Tulp
- 2003: Verrat im Namen der Königin als Henri de Malassise
- 2012: Asterix & Obelix – Im Auftrag Ihrer Majestät als Luzius Filzus

Max von Sydow
- 1980: Flash Gordon als Imperator Ming
- 1999: Schnee der auf Zedern fällt als Nels Gudmundsson
- 2002: Minority Report als Director Lamar Burgess
- 2007: Rush Hour 3 als Varden Reynard
- 2010: Robin Hood als Sir Walter Loxley
- 2010: Shutter Island als Dr. Jeremiah Naehring
- 2015: Star Wars: Das Erwachen der Macht als Lor San Tekka
- 2016: Game of Thrones (Fernsehserie) als Dreiäugiger Rabe
- 2016: Das Ende ist erst der Anfang als Bestatter
- 2018: Kursk als Admiral Vladimir Petrenko

Roy Scheider
- 1971: Klute als Frank Ligourin
- 1997: Red Zone als Präsident Robert Baker
- 1998: White Raven – Diamant des Todes als Tom Heath
- 1999: Silver Wolf als John Rockwell
- 2000: Chain of Command – Helden sterben nie als Präsident Jack Cahill
- 2003: Red Serpent als Hassan

Walter Kingsford
- 1991: Dr. Kildare: Sein erster Fall als Dr. Walter Carew
- 1991: Dr. Kildare: Das Geheimnis als Dr. Walter Carew
- 1991: Dr. Kildare: Auf Messers Schneide als Dr. Walter Carew
- 1991: Dr. Kildare: Die Heimkehr als Dr. Walter Carew
- 1991: Dr. Kildare: Vor Gericht als Dr. Walter Carew
- 1991: Dr. Kildare: Der Hochzeitstag als Dr. Walter Carew

Vincent Price
- 1950: Ärger in Cactus Creek als Tracy Holland
- 1963: Das Gift des Bösen als Alex Medbourne / Rappaccini / Gerald Pyncheon
- 1969: Immer Ärger mit den Mädchen als Mr. Morality
- 1986: Die Rückkehr des Dr. Phibes als Dr. Phibes
- 1992: Das Grab der Lygeia als Verden Fell

John Hurt
- 2006: V wie Vendetta als Großkanzler Adam Sutler
- 2008: Indiana Jones und das Königreich des Kristallschädels als Professor Harold „Ox“ Oxley
- 2011: Dame, König, As, Spion als Control
- 2011: Krieg der Götter als Alter Zeus
- 2016: Jackie: Die First Lady als Priester

Ian McKellen
- 2000: X-Men als Erik Lensherr / Magneto
- 2003: X-Men 2 als Erik Lensherr / Magneto
- 2006: X-Men: Der letzte Widerstand als Erik Lensherr / Magneto
- 2013: Wolverine: Weg des Kriegers als Erik Lensherr / Magneto
- 2014: X-Men: Zukunft ist Vergangenheit als Erik Lensherr / Magneto

Edward Fox
- 1980: Mord im Spiegel als Inspector Craddock
- 1983: Sag niemals nie als M
- 1984: Die Bounty als Captain Greetham
- 1997: Prinz Eisenherz als König Arthur

Frederick Forsyth
- 1989: Doppeltes Spiel als Frederick Forsyth
- 1990: Es führt kein Weg zurück als Frederick Forsyth
- 1990: Zweifelhafte Mitgift als Frederick Forsyth

Peter Wyngarde
- 1969–1970: Department S (Fernsehserie) als Jason King
- 1971–1972: Jason King (Fernsehserie) als Jason King

Earl Boen
- 1991: Terminator 2 – Tag der Abrechnung als Dr. Peter Silberman
- 2003: Terminator 3 – Rebellion der Maschinen als Dr. Peter Silberman

Edward Herrmann
- 2004–2008: Gilmore Girls (Fernsehserie) als Richard Gilmore
- 2008: Grey’s Anatomy (Fernsehserie) als Dr. Norman Shales

Ralph Fiennes
- 2017: The LEGO Batman Movie als Butler Alfred Pennyworth
- 2019: The LEGO Movie 2 als Butler Alfred Pennyworth

### Filme
- 1970: 2071: Mutan-Bestien gegen Roboter (Philip Carey als Dr. Steve Connors)
- 1971: James Bond – Diamantenfieber (Bruce Glover als Mr. Wint)
- 1974: Zardoz (John Alderton als Friend)
- 1976: Eine Leiche zum Dessert (Peter Sellers als Inspektor Sidney Wang)
- 1984: Indiana Jones und der Tempel des Todes (Roshan Seth als Premierminister Chattar Lal)
- 1990: Jagd auf Roter Oktober (Scott Glenn als Kdt. Bart Mancuso)
- 1991: Backdraft – Männer, die durchs Feuer gehen (Scott Glenn als John Adcox)
- 1991: Kalle Stropp und sein Freund Boll (Thorsten Flinck als Tonto–Turbo–Mann)
- 1993: Jurassic Park (Greg Burson als Mr. DNS)
- 1993: Die Addams Family in verrückter Tradition (Raúl Juliá als Gomez Addams)
- 1993: Was vom Tage übrig blieb (James Fox als Lord Darlington)
- 1996: Hexenjagd (Paul Scofield als Richter Thomas Danforth)
- 1998: Akte X – Der Film (John Neville als Gepflegter Herr)
- 1998: Shakespeare in Love (Simon Callow als Mr. Tilney)
- 1999: Dogma (George Carlin als Kardinal Ignatius Glick)

### Serien
- 1971: UFO (Ed Bishop als Commander Ed Straker)
- 1974–1976: Immer dieser Michel (Allan Edwall als Anton Swensson)
- 1979–1981: Drei Engel für Charlie (John Forsythe als Charlie)
- 1993–1998: Akte X – Die unheimlichen Fälle des FBI (John Neville als Gepflegter Herr)
- 2009–2013: Merlin – Die neuen Abenteuer (Richard Wilson als Gaius)
- 2020: Captain Pineapple (als Captain Hammer)

## Auszeichnungen (Auswahl)
- 1969: Ernennung zum Berliner Staatsschauspieler
- 2007: Deutscher Synchronpreis in der Kategorie Herausragendes Gesamtschaffen
- 2012: hr2-Hörbuchbestenliste und AUDITORIX-Hörbuchsiegel für Der geheime Garten von Frances Hodgson Burnett
- 2016: hr2-Hörbuchbestenliste für Ein Seehund für Herrn Albert von Judith Kerr